# Șugag
Șugag (in ungherese Sugág) è un comune della Romania di 2 915 abitanti, ubicato nel distretto di Alba, nella regione storica della Transilvania.
Il comune è formato da un insieme di 7 villaggi: Arți, Bârsana, Dobra, Jidoștina, Mărtinie, Șugag, Tău Bistra.